# Claudia Severa

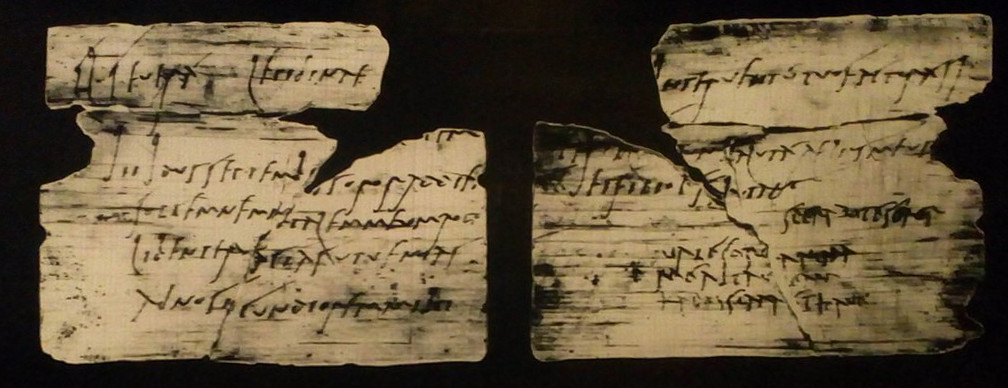
Posiblemente el texto escrito por una mujer en latín más antiguo conservado.

Claudia Severa (nacida el 11 de septiembre en el siglo uno, fl. 97-105) fue una mujer romana que sabía escribir, esposa de Elio Broco, comandante de un fuerte no identificado cercano al fuerte de Vindolanda, en el norte de Inglaterra.

## Historia
Claudia Severa es conocida por la invitación a la fiesta de su cumpleaños que envió alrededor del año 100 a Sulpicia Lepidina, esposa de Flavio Cerial, comandante de la Cohors IX Batavorum milliaria en el castellum de Vindolanda. Esta invitación, escrita con tinta sobre una delgada tablilla de madera fue descubierta en los años 70 del siglo XX, y probablemente es el ejemplar más conocido de las Tablillas de Vindolanda.
La primera parte de la carta está escrita en estilo formal con la letra cuidada propia de un escribano; las últimas cuatro líneas fueron añadidas con una letra diferente, más irregular, y se cree que fueron escritas por la propia Claudia Severa. 

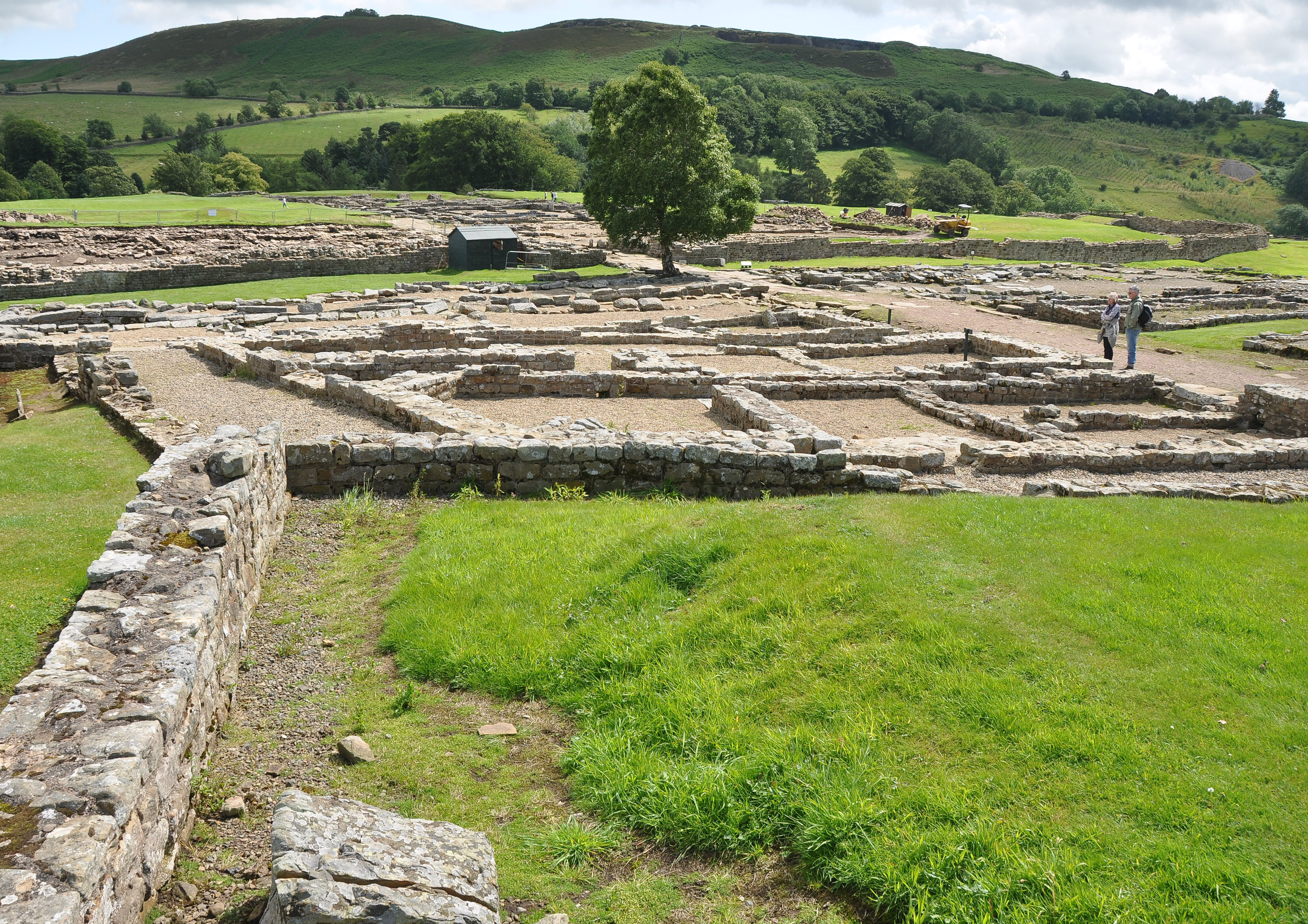
Restos de fortificaciones de piedra en Vindolanda.

La traducción de la carta es esta:
Claudia Severa saluda a su Lepidina. 
Para el 11 de septiembre, hermana, el día de celebración de mi cumpleaños, te envío una cálida invitación para asegurarme de que vendrás con nosotros, para hacerme más placentero el día con tu llegada, si vienes. Dale recuerdos a tu Cerial. Mi Elio y mi hijito te envían sus saludos.
(2ª mano) Te esperaré, hermana. Adiós, hermana, mi queridísimo corazón; espero que te vaya bien y te saludo.
(Por detrás, 1ª mano) A Sulpicia Lepidina, [esposa] de Cerial, de Cl. Severa." 
El latín original reza así:
Cl. Severá Lepidinae [suae] [sa]l[u]tem
iii Idus Septembres soror ad diem
sollemnem natalem meum rogó
libenter faciás ut venias
ad nos iucundiorem mihi
[diem] interventú tuo facturá si
aderis
Cerial[em t]uum salutá Aelius meus [...]
et filiolus salutant
sperabo te soror
vale soror anima
mea ita valeam
karissima et have
Las tablillas de Vindolanda también incluyen un fragmento de otra carta con la letra de Claudia. Se cree que ambas cartas son el texto más antiguo escrito en latín por una mujer hallado en Britania, o tal vez en cualquier lugar.

## Museo
La invitación fue adquirida por el British Museum en 1986, donde lleva el número de registro 1986,1001.64. El museo tiene en exposición una selección de las tablillas de Vindolanda, y tiene algunas prestadas al museo de Vindolanda.